# 1908

## Събития

### В света
- 1 януари – Щатът Джорджия в САЩ налага забрана на алкохола.
- 9 март – Създаден е италианският футболен клуб Интер.
- 1 април – Създаден е аржентинският футболен клуб Сан Лоренцо.
- 15 ноември – Свободната държава Конго е преобразувана в Белгийско Конго.

### В България
- 5 октомври (22 септември стар стил) – Обявена е независимостта на България от Османската империя
- 29 януари (16 януари стар стил) – Съставено е тридесетото правителство на България, начело с Александър Малинов.

## Родени
- 1 януари – Ахмад Шукейри, палестински дипломат и политик († 1980 г.)
- 9 януари – Симон дьо Бовоар, френска писателка и философ († 1986 г.)
- 18 януари – Михаил Герасимов, български химик († 2002 г.)
- 19 януари – Радка Йосифова, преподавателка по народно пеене, първата „Мис България“ († 2012 г.)
- 25 януари – Никола Николов, български футболист († 1996 г.)
- 26 януари – Гидеон Щалберг, шведски шахматист († 1967 г.)
- 16 февруари – Владимир Георгиев, български езиковед († 1986 г.)
- 22 февруари – Жана Николова-Гълъбова, български учен-филолог († 2009 г.)
- 29 февруари – Ростислав Каишев, български физикохимик († 2002 г.)
- 5 март – Асен Пешев, български футболист († 1967 г.)
- 25 март – Дейвид Лийн, британски филмов режисьор († 1991 г.)
- 1 април – Ейбрахам Маслоу, американски психолог († 1970 г.)
- 5 април
  - Херберт фон Караян, австрийски диригент († 1989 г.)
  - Бети Дейвис, американска актриса († 1989 г.)
- 11 април
  - Виктор Абакумов, съветски офицер († 1954 г.)
  - Масару Ибука, японски предприемач († 1997 г.)
- 13 април – Георги Белев, български певец († 1966 г.)
- 24 април – Юзеф Гославски, полски скулптор († 1963 г.)
- 28 април – Оскар Шиндлер, немски индустриалец и хуманист († 1974 г.)
- 29 април – Джон Уилямсън, американски писател († 2006 г.)
- 20 май – Джеймс Стюърт, американски актьор († 1997 г.)
- 30 май – Ханес Алфвен, шведски физик, Нобелов лауреат († 1995 г.)
- 12 юни – Марина Семьонова, руска балерина († 2010 г.)
- 26 юни – Салвадор Алиенде, чилийски политик и президент на страната (1970 – 73) († 1973 г.)
- 28 юни – Асен Пейков, български скулптор († 1973 г.)
- 2 юли – Христо М. Данов, български историк († 1999 г.)
- 28 август – Робер Мерл, френски писател († 2004 г.)
- 30 август – Фред Макмъри, американски актьор († 1991 г.)
- 31 август – Уилям Сароян, американски писател († 1981 г.)
- 7 септември – Майкъл Дебейки, американски кардиохирург († 2008 г.)
- 12 септември – Лъчезар Станчев, български поет († 1992 г.)
- 28 септември – Марин Големинов, български композитор († 2000 г.)
- 3 октомври – Вазген I, арменски духовник († 1994 г.)
- 6 октомври – Карол Ломбард, американска актриса († 1942 г.)
- 16 октомври – Енвер Ходжа, албански политик († 1985 г.)
- 30 октомври – Дмитрий Устинов, съветски маршал († 1984 г.)
- 4 ноември
  - Джоузеф Маккарти, американски политик и сенатор († 1957 г.)
  - Юзеф Ротблат, полски физик и общественик, лауреат на Нобелова награда за мир през 1995 г. († 2005 г.)
- 6 ноември – Франсоаз Долто, френска детска лекарка († 1988 г.)
- 12 ноември – Ханс Вернер Рихтер, немски писател († 1993 г.)
- 16 ноември – Вера Недкова, българска художничка († 1996 г.)
- 28 ноември – Клод Леви-Строс, френски антрополог († 2009 г.)
- 29 ноември – Айше Афет Инан, турски историк и социолог († 1985 г.)
- 15 декември – Уилям Фентън, американски етнолог († 2005 г.)
- 17 декември – Силвия Аштън-Уорнър, новозеландска писателка († 1984 г.)
- 20 декември – Петър Шапкарев, български икономист († 1997 г.)
- 22 декември – Кочо Рацин, македонски поет († 1943 г.)

## Починали
- Велко Попадийски, български революционер
- Кимон Георгиев, български революционер
- Стоян Буйнов, български революционер
- 4 януари – Димче Сарванов, български революционер
- 19 януари – Георги Данчов, български художник и революционер
- 23 януари – Едуард Макдауъл, американски композитор и пианист
- 7 февруари – Мануш Георгиев, български революционер
- 16 февруари – Клементина Бурбон-Орлеанска, сакскобургготска принцеса
- 5 март – Върбан Винаров, български военен деец
- 11 март – Едмондо де Амичис, италиански писател (р. 1846 г.)
- 16 май – Драган Манчов, български книжовник
- 21 юни – Николай Римски-Корсаков, руски композитор (р. 1844 г.)
- 3 юли – граф Николай Игнатиев, руски дипломат (р. 1832 г.)
- 20 юли – Димитриос Викелас, гръцки бизнесмен
- 22 юли – Уилям Рандъл Кримър, британски политик
- 8 август – Йозеф Мария Олбрих, австрийски архитект
- 24 септември – Мицо Врански, български революционер
- 15 ноември – Цъси, императрица на Китай
- 17 ноември – Поп Грую Бански, български духовник и революционер
- 16 декември – Американски Кон, индиански вожд

## Нобелови награди
- Физика – Габриел Липман
- Химия – Ърнест Ръдърфорд
- Физиология или медицина – Иля Мечников, Паул Ерлих
- Литература – Рудолф Ойкен
- Мир – Клас Понтус Арнолдсон, Фредрик Байер